# Māvli
Māvli är en ort i Indien.   Den ligger i distriktet Udaipur och delstaten Rajasthan, i den centrala delen av landet, 500 km sydväst om huvudstaden New Delhi. Māvli ligger 500 meter över havet och antalet invånare är 14 630.
Terrängen runt Māvli är platt. Runt Māvli är det ganska tätbefolkat, med 214 invånare per kvadratkilometer. Māvli är det största samhället i trakten. Trakten runt Māvli består till största delen av jordbruksmark.